# 沙克申斯科耶湖
52°9′21″N 112°43′46″E / 52.15583°N 112.72944°E

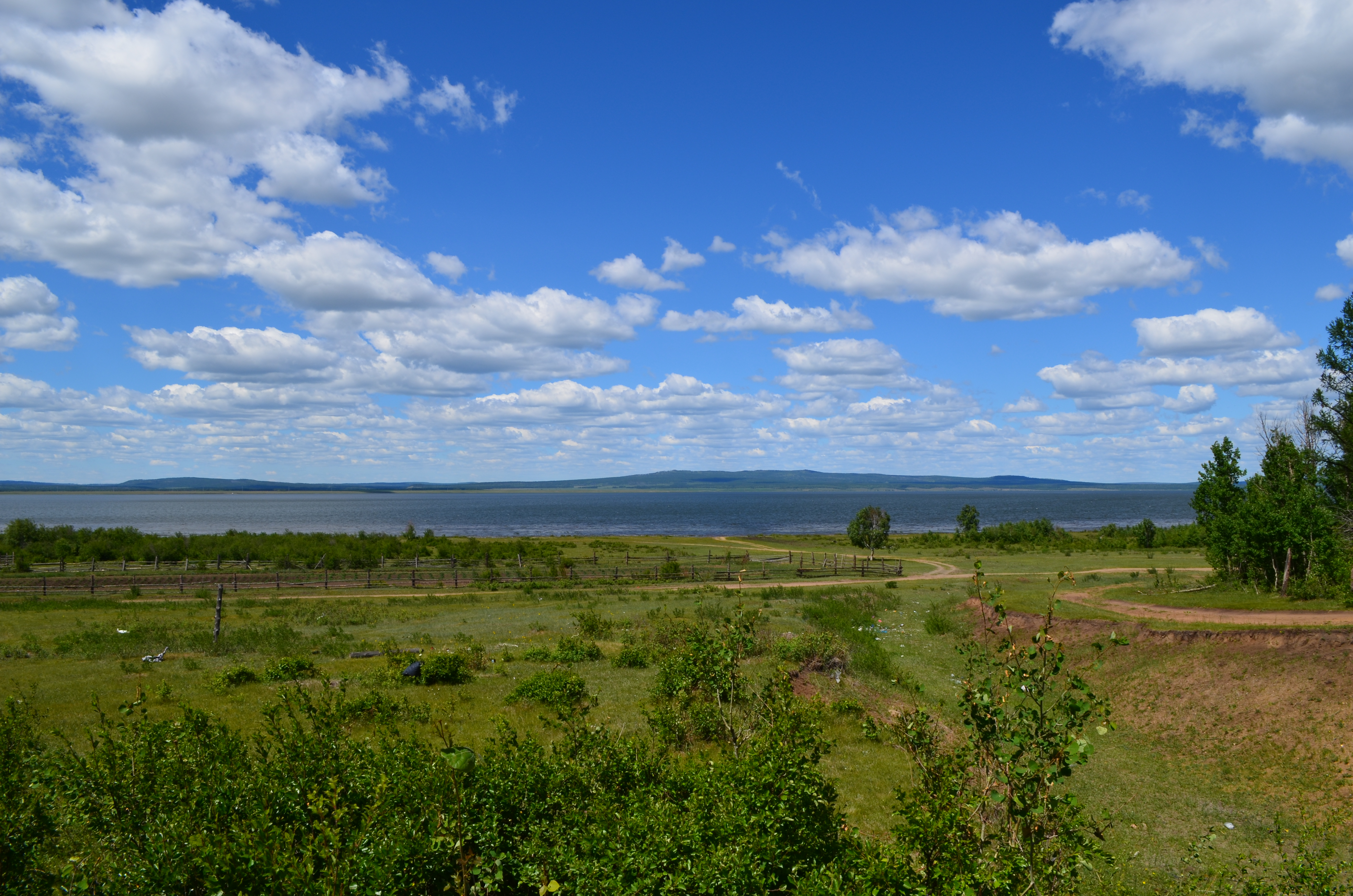

沙克申斯科耶湖（俄语：Шакшинское），是俄羅斯的湖泊，位於該國南部，由外貝加爾邊疆區負責管轄，長10.8公里、寬6.6公里，面積52.5平方公里，海拔高度963.8米，平均水深3.9米，最大水深6.2米。